# Yin Yang Yo!
Yin Yang Yo! ist eine US-amerikanische Zeichentrickserie aus dem Jahr 2006, die von Bob Boyle erdacht wurde.
Die Serie handelt von den Hasen-Geschwistern Yin und Yang, die von ihrem Mentor Yo die ominöse Kampfkunst „Wu-Fu“ erlernen sollen. Mit dem, was sie gelernt haben, bekämpfen sie wiederkehrende Schurken wie zum Beispiel den Nightmaster, Ultimoose und Carl, den bösen Kakerlakenzauberer.
Yin Yang Yo! hat eine Episodenzahl von 65, verteilt auf 2 Staffeln.

## Charaktere

### Protagonisten
- Yin ist ein rosafarbenes, weibliches Häschen. Sie beherrscht die „mystische Seite des Wu-Fus“. Ihre Kampftechniken bestehen aus dem Aussenden hell leuchtender Energiebündel (“Fu-luminieren”) und dem Verwandeln diverser Gegenstände (“Trans-fu-mieren”), die sie beidermaßen auf den Gegner schleudert. Als typisches Mädchen mag Yin Puppen (besonders sogenannte “Two-ni-corns”), Clowns und stundenlanges Tratschen mit ihrer besten Freundin Lina.

- Yang ist ein blaues, männliches Häschen. Er beherrscht das Kämpfen mit Waffen und Fäusten, dabei bedient er sich eines Schwertes, dessen Klinge ein Bambusstab ist. Erscheint das Schwert auf den ersten Blick nutzlos, wird es zur gefährlichen Waffe, wenn Yang es mit Wu-Fu quasi “auflädt” oder in einen Boomerang (“Yangerang”) verwandelt. Seine am häufigsten eingesetzten Wu-Fu-Techniken sind der “Fu-nado” (ein energiegeladener Wirbelsturm) und die “Pranken des Schmerzes”. Als typischer Junge mag er Prügeleien, das Zerstören von Gegenständen, Videospiele spielen und Motorräder.

- Yo (auch Master Yo) ist ein alter, männlicher Pandabär. Er soll eigentlich Yin und Yang die Kampfkunst „Wu-Fu“ lehren. Das tut er zwar in gewissem Sinne, doch viel häufiger scheucht er Yin und Yang wie Dienstmädchen herum und lässt sie Hausarbeiten und Botengänge erledigen. Er selbst gammelt am liebsten stundenlang in seinem Ohrensessel herum und isst Brezeln. Soweit nachvollziehbar, war Yo in seiner Jugend ein mächtiger und vielbewunderter Wu-Fu-Ritter, der gegen Schurken wie Eradicus und den Night-Master kämpfte. Außerdem ist er der Vater von Yin und Yang, was er allerdings wieder vergessen musste, weil er die beiden ohne Rücksicht zu Wu-Fu Kriegern ausbilden soll.

### Antagonisten
- Der Nightmaster ist ein männlicher Erzfeind von Yin, Yang und Yo. Bis zu seinem Verschwinden war er die Hauptfigur der Bösewichte. Sein wahrer Name ist unbekannt („Nightmaster“ ist lediglich ein Titel für den weltweit ranghöchsten Bösewicht). Der Nightmaster ist eine hochgewachsene Fledermaus mit sarkastischem Sinn für Humor und einem ausgesprochenen Hang zu Cholerik und Rachsucht. Vor langer Zeit wurde er von Master Yo entmachtet, wobei seine Armee in Stein verwandelt wurde. Nun versucht er mit allen Mitteln, seine Armee zurückzugewinnen und sich an Master Yo zu rächen.

- Eradicus ist der spätere Hauptfeind. Er ist ein riesiger Greif mit stark narzisstischen Charakterzügen und einer auffallenden Abneigung gegen hochmoderne Technik (da er aus einer früheren Epoche stammt, fehlt ihm das technische Wissen und die Erfahrung). Eradicus liebt überlaute Polka-Musik und begreift nicht, warum die Menschen von heute diese Musik eher kitschig und nervig finden, als furchteinflößend und einschüchternd. Hinzu kommt seine Selbstüberschätzung, mit der er seine bösen Pläne oft selbst ruiniert, noch bevor er sie wirklich ausführen kann.

- Carl, der böse Kakerlakenzauberer ist ein kleiner, sprechender und meist schwebender Kakerlak mit wirr verbogenen Antennen und lila Umhang. Er leidet unter einem ausgeprägten Ödipus-Komplex und wohnt noch immer bei seiner Mutter Edna. Er versucht, sie mit seinen bösen Taten zu beeindrucken, scheitert jedoch regelmäßig aufgrund seiner Unreife und Tollpatschigkeit. Carl ist dauerhaft eifersüchtig auf seinen Bruder Hermann (eine Ameise), da dieser von Mutter Edna bevorzugt und verhätschelt wird. Hermann besitzt tatsächlich eine große Ameisenarmee, er selbst scheitert jedoch an der Inkompetenz seiner Untergebenen sowie an seiner Allergie gegen Pandahaare.

- Ultimoose ist ein athletischer, aufrecht gehender Elch, dessen Waffe sein übergroßes Geweih ist. Dieses ist mit allerlei technischen Raffinessen ausgestattet, zum Beispiel mit Rotorblättern von Kreissägen, Flammenwerfern und Bazookas. Auch Ultimoose ist extrem einfältig, cholerisch und zudem ein unverbesserlicher Macho. Außerdem nervt er Umstehende mit seinem Schrei “Ha-Hu-Haa!”, den er mit grotesken Verrenkungen untermalt. Diese Eigenart ist dem Charakter Denzel Crocker aus der Serie Cosmo und Wanda nachempfunden. In einem versehentlich von Yang erschaffenen Paralleluniversum ist Ultimoose, dank der Kraft des Amnesieletts, zum neuen Nightmaster geworden. Mithilfe einer Zeitschleife und aller anderen Bösewichter, welche Yang unterstützen, konnte er Ultimoose besiegen und das Amnesielett erobern. Damit löschte er die Erinnerungen von „Nightmooster“ (wie Ultimoose in seinem Nightmaster-Zustand genannt wurde) aus und stellte somit die Ordnung im Universum wieder her.

- Fastidius (eigentl. Fastidius James Spiffington) ist ein kleiner, sprechender Goldhamster mit Monokel und einem fast krankhaften Hang zu übertriebener Sauberkeit. Seinen Putzfimmel nutzt er, um Yin und Yang das Leben schwer zu machen und die Stadtbewohner zu schikanieren. Fastidius benutzt als Waffe einen riesigen Reinigungsroboter, ansonsten rollt er nach Hamsterart in einer kleinen Plastikkugel umher. Im englischen Original spricht er mit starkem, britischen Akzent.

- Pondscum ist ein krimineller Goldfisch, der in einem schmucklosen Goldfischglas wohnt. Dieses wiederum bildet das Zentrum einer großen, goldlackierten Kampfrüstung. Pondscum ist extrem habgierig und er tut alles, um an teuren Schmuck („Bling-Bling“) und Geld zu gelangen. Begleitet wird er von zwei aufreizenden Komplizinnen. Er hält sich für einen begnadeten Tänzer und prahlt überall und jederzeit mit vermeintlichen „coolen Moves“. Im Laufe der Serie erfährt er, dass er eigentlich kein Goldfisch, sondern eine Kaulquappe ist. Zeitgleich mutiert er zu einem Frosch, wodurch er auch ohne die Kampfrüstung kämpfen kann.

- Chung-Pow-Kitties ist der Name einer erfolgreichen, aber kriminellen Rockband, die aus drei Katzenschwestern besteht. Ihr niedliches Aussehen täuscht über ihre Ninja-Fähigkeiten hinweg, mit denen sie vor allem Raubüberfälle verüben. Die Chung-Pow-Kitties sind eine Parodie der Powerpuff Girls.

- Yuck ist ein blassgrüner, männlicher Hase, welcher von Yin und Yang im Streit versehentlich erschaffen wurde und sämtliche negativen Charakterzüge von Yin und Yang in sich vereint. Er verkörpert Yins Herrschsucht und Yangs Aggressionen und beherrscht all ihre Wu-Fu-Fähigkeiten, inklusive eigener Techniken. Gemäß seiner Persönlichkeit ist es sein Ziel, der mächtigste Wu-Fu-Krieger aller Zeiten zu werden und bereit, jeden aus dem Weg zu räumen, der ihm dabei in die Quere kommt. Obwohl Yin und Yang ihn oft überlisten und bezwingen können, kehrt er immer wieder zurück. Er beherrscht später sogar Wu-Fu-Techniken der Stufe 5. Allein sein Hochmut und seine Einfältigkeit lassen ihn immer wieder scheitern.

- Zarnot ist eine Transformers-Actionfigur, die von der Lügenfee zum Leben erweckt und mit einer eigenen Persönlichkeit ausgestattet wurde. Zarnot war dereinst Yangs Lieblingsspielzeug, bis die Lügenfee aufkreuzte. Seinem dauerhaften Geschwätz, lachhaften Auftretens und seiner Aufsässigkeit wegen wurde Zarnot in eine Spielzeugkiste verbannt. Seitdem ist er darauf versessen, Yang entweder zurückzugewinnen oder es ihm heimzuzahlen. Weder das Eine, noch das Andere ist von Erfolg gekrönt.

- Schall & Rauch sind Geschwister und in ihrer Kampf- und Sprechweise eine Parodie auf das “Team Rocket” der Serie Pokémon. Ihre Namen sind ein Wortspiel auf Schall und Rauch. Schall ist männlich, hat schwarze, stachelige Haare und lässt seinen Oberkörper immer unbekleidet. Seine Frisur und Kleidung sind eine Anspielung auf den Charakter Son Goku aus Dragon Ball Z. Seine Angewohnheiten, explodierende Rosen zu verteilen, sowie abgehackt und gestelzt zu reden, parodieren den Charakter James der Pokémon-Serie. Rauch hingegen ist ein schlankes Mädchen mit langem, kräftig pinkfarbenem Haar. Ihr Aussehen stellt eine Anspielung auf Usagi Tsukino aus der Serie Sailor Moon dar. Ihr übergroßes Schwert ist dem des Charakters Cloud Strife aus Final Fantasy VII nachempfunden. Sie ist rechthaberisch und schreit gerne herum. Schall und Rauch geraten aufgrund ihrer Unreife und jeweiligen Selbstsucht permanent aneinander, ständig versuchen sie, einander zu übertrumpfen. Mit diesem Verhalten durchkreuzen sie ihre eigenen Pläne regelmäßig, allerdings ohne dies zu bemerken. Ihr eigentliches gemeinsames Hauptanliegen ist es, mit ihren sogenannten „Gefängnis-Prismen“ Kämpfer und starke Kreaturen einzufangen, um diese dann gegeneinander antreten zu lassen. Die Art, Monster mit Prismen einzufangen und in zuschauerbesetzten Arenen Wettkämpfe austragen zu lassen, ist ebenfalls der Pokémon-Serie nachempfunden.

- Saranoia ist eine schlanke, hochgewachsene Hexe mit katzenhaften Zügen. Ihr Name ist eine Anspielung auf den Begriff Paranoia: Sie lebt in dem Wahn, durch ihren Vater ihrer Kindheit und Jugend beraubt worden zu sein und macht nun die gesamte Männerwelt dafür verantwortlich. Ausgerechnet in Yin sieht sie ihr Ebenbild aus Kindertagen, in Yang sieht sie ihren Bruder, auf den sie stets neidisch war. Entsprechend sind Saranoias Pläne darauf ausgerichtet, Yin komplett für sich zu gewinnen und Yang zu demütigen. Beides scheitert jedoch daran, dass Yin sie nicht ernst nimmt und Yang von Saranoia unterschätzt wird. Saranoias gehässiger und zynisch gelaunter Gehilfe GP fällt ihr regelmäßig in den Rücken, muss aber seinerseits in abstruse Rollen schlüpfen, wann immer Saranoia einen neuen Plan ausheckt.

- Mastermind ist ein bösartiger Zauberer in Gestalt eines schwebenden Gehirns ohne eigenen Körper. Nach eigener Aussage verlor er diesen vor vielen Jahrhunderten nach langer Schreckensherrschaft auf einem fernen Planeten. Nun haust er in einer Totenkopfmaske. Er sucht unentwegt nach einem Opfer, dem er dessen Körper stehlen könnte.

- Craggler ist ein Gargoyle im Greisenalter, er war in der Vergangenheit einer der Gegenspieler von Master Yo. Er hat die Fähigkeit, Lebewesen ihrer Jugend und Alter zu berauben und dies für seine eigenen Zwecke zu nutzen. Man sieht ihn in den Folgen, in denen er vorkommt, oft zwischen „Baby“, „junger Erwachsener“ und „Greis“ wechseln. Dies rührt von der nur kurzzeitig wirkenden Fähigkeit her: alle paar Minuten muss er neue Energie stehlen. Das Einzige, was ihn aufhalten kann, ist der Gedanke, in seinem rücksichtslosen Verhalten unschuldigen Kindern die Kindheit zu rauben. Ansonsten scheitern seine Pläne an seiner Senilität und altersbedingten Narkolepsie.

- Ella Mental, Rubber Chucky, Indestructobob und Molecu-Lars sind Eradicus’ Lakaien. Molecu-Lars verschwindet bereits nach seinem ersten Debüt. Ella Mental besitzt PSI-Kräfte, ist jedoch leicht ablenkbar und vorlaut. Rubber Chucky kann sich dehnen und verschiedene Gestalten und Gegenstände imitieren, verhält sich jedoch leichtsinnig und inkompetent. Indestructobob ist nahezu unzerstörbar, jedoch geistig unterbelichtet und leicht zu täuschen. Molecu-Lars hat die Fähigkeiten, Moleküle in seiner Umgebung zu manipulieren. Im Original hat er einen deutschen Akzent. Alle drei (bzw. vier) unterstehen mehr oder weniger Eradicus’ Befehlen, führen diese jedoch meist nur halbherzig aus oder hören nur widerwillig zu, weshalb ihre Pläne zuverlässig scheitern.

- Nörgelborner (in der englischen Version Grizzleflavin) ist der Bewacher des Schlosses des Nightmasters. Er lässt nur die „Ganz Bösen“ in die Festung. Nörgelborner besteht aus Stein und hat eine äußerst dunkle Stimme. Nachdem das Schloss des Nightmasters untergegangen ist, bleibt auch Nörgelborner verschwunden.

### Nebencharaktere
- Lina ist Yin und Yangs beste Freundin. Sie ist ein Chihuahua und die Tochter eines wohlhabenden Farmers. Sie steht heimlich auf Yang, traut sich aber lange Zeit nicht, dies auch zuzugeben. Mit Yin verbindet sie der gemeinsame Spaß am Lästern und Tratschen sowie stundenlanges Bummeln im Einkaufszentrum.

- Coop ist ein junger, aufrecht gehender, sprechender Hahn. Er ist Brillen- und Zahnspangenträger und bis über beide Ohren in Yin verknallt. Dabei stört es ihn in keiner Weise, dass Yin ihn immer wieder abweist. Coop ist der heimliche Gehilfe und Spion des Night-Masters, als er erkennt, was er anrichtet, opfert er sich und nimmt alle böse Energie des Night-Masters in sich auf. Das hat den unschönen Nebeneffekt, dass Coop sich in einen aggressiven und kriminellen Rocker verwandelt, wenn er provoziert oder bloßgestellt wird. Das geschieht auch dann, wenn er mitbekommt, dass Yin gehänselt oder ausgelacht wird. Allein Yin kann ihn wieder milde stimmen.

- Dave ist ein wandelnder und sprechender Baumstumpf. Er ist ängstlich und wird oft von Yang und Roger jr. gemobbt, entdeckt aber bald, dass er Macht über Pflanzen und Bäume hat und diese im Kampf zu tatkräftiger Unterstützung auffordern kann. Das macht er sich später zunutze, um diverse Bösewichte zu bekämpfen. Dadurch gewinnt er viel Selbstvertrauen und Reife.

- Roger Jr. ist ein Trolljunge und Yin und Yangs Nachbar. Yang und Roger jr. prügeln sich oft, später stellt sich heraus, dass Roger Yang bewundert und mit ihm befreundet sein will. Zunächst tut sich Yang schwer, doch bald haben sich die beiden tatsächlich zusammengetan und hacken nun gemeinsam auf Dave und den Bösewichtern herum.

- Malodea (im engl. Original Melodia) ist die Prinzessin der „Stinkfortsätze“ im „Königreich des verfaulten Spitzkohls“. Sie ist ein Erdferkel und residiert in einer Burg, welche die Gestalt einer Toilette hat. Ihr Markenzeichen ist ihr Mund- und Körpergeruch, der Blumen welken und selbst Vögel vom Himmel fallen lässt. Ihre Untergebenen sind Erdferkel in Ninja-Montur. Nach anfänglichen Auseinandersetzungen, die auf Missverständnissen beruhten, freunden sich Yin und Yang mit Malodea an.

- Die Lügenfee erscheint immer dann, wenn Yin oder Yang (oder beide) zu oft lügen. Mit ihren Zaubern versucht sie eigentlich, den Kindern eine Lektion zu erteilen, doch Yin und Yang missbrauchen ihre Zauber höchstens dazu, noch mehr Unsinn anzustellen. Die Lügenfee war es auch, die den Bösewicht “Zarnot” erschuf.

- Die Lektion ist eine einäugige, mit Strumpfhose, Cape und Doktorhut ausstaffierte männliche Personifizierung von Moral und Erziehung. Er stellt sich jedoch stets so dumm an, dass er mehr Schaden anrichtet, als er nützt und am Ende hat er sich gründlich selbst blamiert.

- Wassergeist, Windgeist und Matschgeist sind drei Schmutzgeister, welche im Auftrag von Fastidius eingefangen und vernichtet werden sollten.  Yin und Yang retteten die drei aber und kämpften gemeinsam mit ihnen gegen Fastidius. Immer wenn Fastidius seinen Putzfimmel durchlebt, ist das Trio an der Seite von Yin und Yang um sie im Kampf gegen ihn zu unterstützen.

- Edna ist Carls und Hermanns Drachen-Mutter. Sie bevorzugt Hermann während sie Carl wie einen Dienstboten rumscheucht (ähnlich wie Yo mit Yin und Yang).

### Sonstige
- Die Wu-Fu-Aura ist eine Technik der Wu-Fu-Ritter, welche ebendiese mit einem Abbild ihres Umrisses umhüllen. Dieses Abbild besteht aus Wu-Fu-Energie und macht die Kämpfer groß, stark, geschickt und schnell. Yin konnte ihre Aura anfangs nicht kontrollieren und wurde in ihr Unterbewusstsein eingeschlossen. Dadurch entwickelte die Aura ein Eigenleben. Yang konnte die Yin-Aura jedoch besiegen und Yin retten. Die Aura hat bei den verschiedenen Kämpfern verschiedene Farben. So hat Yo eine grüne, Yang eine blaue, und Yin eine pinkfarbene Aura. Bei intensiver Konzentration kann man die Auren miteinander verschmelzen lassen. Dadurch entsteht eine besonders starke „Einheitsaura“. Coop hat ebenfalls eine Art Aura, diese ist jedoch rot und besteht nicht aus Wu-Fu-Energie, sondern aus der dunklen Energie des Night-Masters.

## Veröffentlichung
Die Erstausstrahlung erfolgte in den Vereinigten Staaten am 26. August 2006. Die Fernsehserie wurde von Jetix auch in Spanisch, Portugiesisch und Niederländisch gesendet. In Deutschland wurde die Serie am 11. Juni 2007 auf Jetix und auf Super RTL am 8. März 2008 ausgestrahlt.

## Synchronisation
| Rolle                             | Englischer Sprecher   | Deutscher Sprecher |
| --------------------------------- | --------------------- | ------------------ |
| Yang                              | Scott McCord          | Dirk Petrick       |
| Yin                               | Stephanie Morgenstern | Cathlen Gawlich    |
| Master Yo                         | Martin Roach          | Manfred Lehmann    |
| Dave                              | Dwayne Hill           |                    |
| Coop                              | Jonathan Wilson       | Rainer Fritzsche   |
| Lina                              | Novie Edwards         | unknown            |
| Night Master                      | David Hemblen         |                    |
| Ultimoose                         | Tony Daniels          |                    |
| Saranoia                          | Linda Ballantyne      | Suzanne Vogdt      |
| Carl, der böse Kakerlakenzauberer | Jamie Watson          | Gerald Schaale     |
| G.P.                              | David Berni           | Hans Hohlbein      |